# Société anonyme des Charbonnages de la Basse Ransy

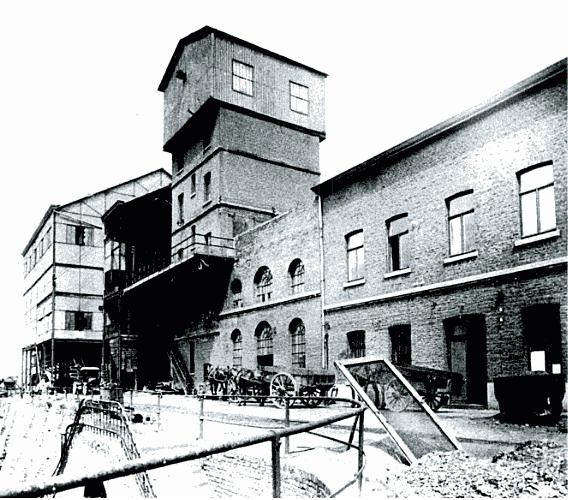
La charbonnage de Basse Ransy, en activité en 1927. On reconnait à droite le bâtiment principal visible sur la photo précédente. Les autres bâtiments ont disparu. La photo représente cependant la façade opposée, vue depuis l'actuelle rue des Haisses (on reconnait des escaliers sur le mur de soutènement, toujours existant, de la ruelle), qui a depuis été modifiée

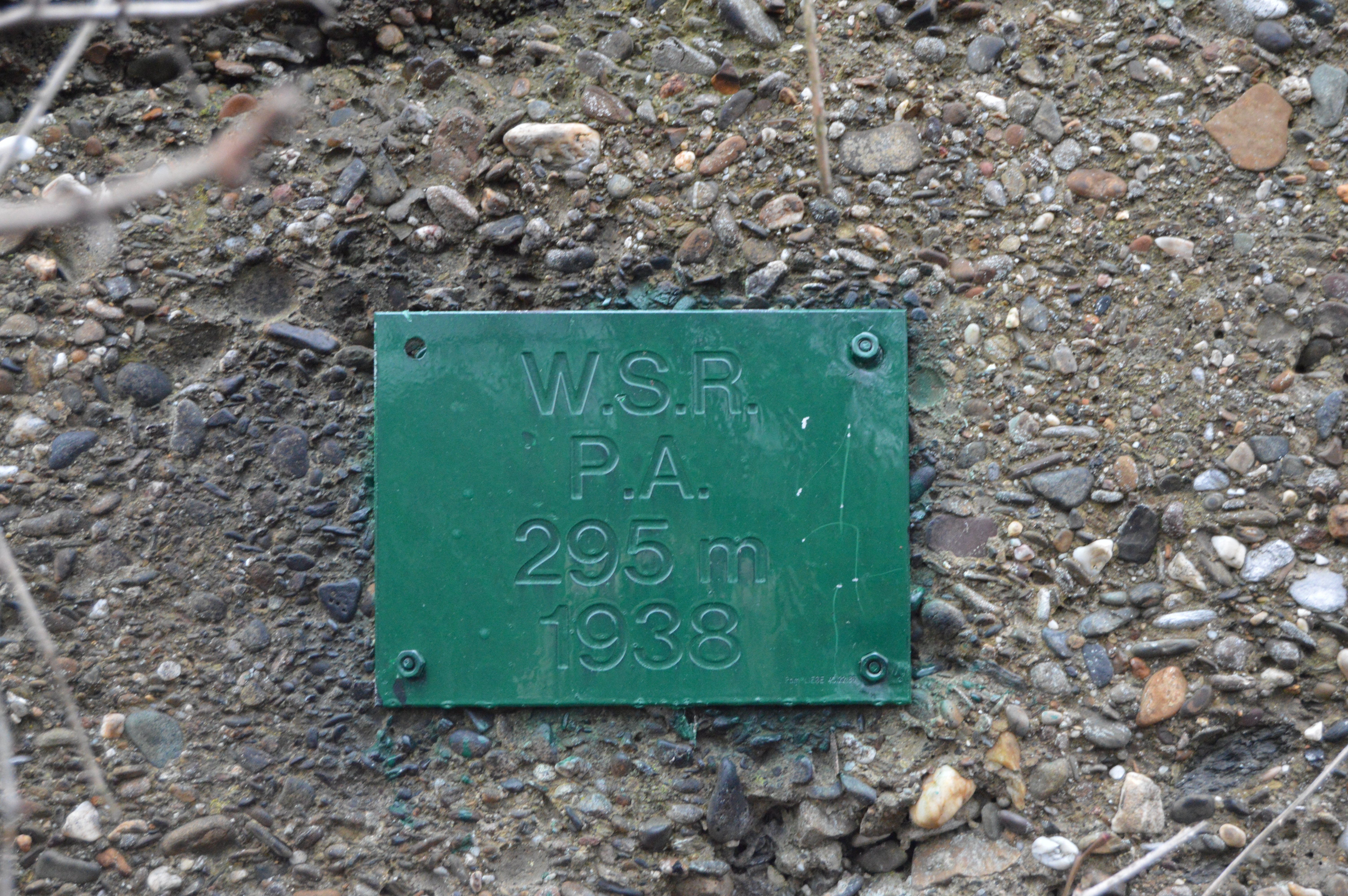
Le puits d'aérage à flanc du terril Basse Ransy Nord

La Société anonyme du Charbonnage de la Basse Ransy est une ancienne société d'exploitation de charbonnages de la région belge de Liège.
Sa concession d'activité se situait à l'est de la ville, en bordure de basse Vesdre, au niveau de la localité de Vaux-sous-Chèvremont,. La concession fut reprise après la liquidation de la société en 1931 par la Société anonyme des Charbonnages de Wérister.
Les sites d'exploitation étaient desservis par l'ancienne ligne de chemin de fer 38, désormais transformée en voie lente RAVeL.

## Histoire
Joseph-Frédéric Braconier, déjà exploitant du charbonnage du Horloz notamment, demanda le 13 janvier 1827 la concession de terrains pour un total de 209ha 3a 59ca sous les communes d'Angleur, Chênée (dorénavant Liège) et Vaux-sous-Chèvremont (dorénavant Chaudfontaine). La concession fut accordée par arrêté du 22 janvier 1828, mais limitée à 198 ha 26 a 81 ca.
Une société anonyme fut constituée le 29 juin 1906, détenue par les héritiers Braconier et la société du charbonnage du Horloz. Celle-ci fut cependant liquidée en 1931, comme beaucoup d'autres charbonnages de la région à cette époque.
La concession du charbonnage fut reprise par la Société anonyme des Charbonnages de Wérister à la suite de la liquidation de la société anonyme en 1931.

### De nos jours
Un puits d'aérage est toujours visible à flanc du terril Basse Ransy Nord, et un des bâtiments du charbonnage a été préservé, transformé en habitation.

## Géolocalisation approximative des anciens sites d'exploitation[1]
Siège social
- Basse Ransy : 50° 36′ 38″ N, 5° 37′ 49″ E

Terrils,
- Basse Ransy Nord - 50° 36′ 40″ N, 5° 37′ 50″ E - (inexploité)
- Basse Ransy Sud - 50° 36′ 34″ N, 5° 37′ 58″ E - (disparu)